# Landgericht Bielitz
Das Landgericht Bielitz war ein deutsches Gericht der ordentlichen Gerichtsbarkeit im Bezirk des Oberlandesgerichtes Breslau und später des Oberlandesgerichtes Kattowitz mit Sitz in Bielitz.

## Geschichte
Das Landgericht Bielitz wurde während der deutschen Besetzung Polens 1939 mit Erlass vom 26. November 1940 als Landgericht im Bezirk des Oberlandesgerichtes Breslau gebildet. Der Sitz des Gerichtes war Bielitz. Sein Sprengel umfasste die Kreise Bielitz und Saybusch. Dem Landgericht wurden folgende Amtsgerichte zugeordnet:
| Amtsgericht               | Sitz          |
| ------------------------- | ------------- |
| Amtsgericht Andrychow     | Andrychow     |
| Amtsgericht Auschwitz     | Auschwitz     |
| Amtsgericht Bielitz       | Bielitz       |
| Amtsgericht Frauenstadt   | Frauenstadt   |
| Amtsgericht Kety          | Kety          |
| Amtsgericht Milowka       | Milowka       |
| Amtsgericht Saybusch      | Saybusch      |
| Amtsgericht Schwarzwasser | Schwarzwasser |
| Amtsgericht Sucha         | Sucha         |

Zum 1. April 1941 wurde das Oberlandesgericht Kattowitz eingerichtet und das Landgericht Bielitz diesem zugeordnet. Im Jahre 1945 wurde der Landgerichtsbezirk wieder unter polnische Verwaltung gestellt. Damit endete auch die kurze Geschichte des Landgerichtes Bielitz und seiner Amtsgerichte.
Präsident des Landgerichtes Bielitz war Wilhelm Herzog. Es wurde kein Landesarbeitsgericht am Landgericht Bielitz eingerichtet, das einzige Arbeitsgericht im Sprengel, das Arbeitsgericht Bielitz war dem Landgericht Gleiwitz zugeordnet.